# The Giants Table

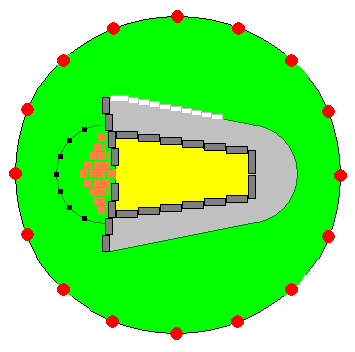
Prinzipskizze Wedge Tomb am Beispiel von Island

The Giants Table (Eigenname irisch Leaba an Fhir Mhuimhnuigh, anglisiert Labbanirweeny, deutsch „Bett des Munstermanns“, auch nach dem Townland Caherard, irisch an Chathair Aird, benannt) ist ein Wedge Tomb auf der Dingle-Halbinsel, wenige 100 Meter nördlich von Ceann Trá (Ventry) im County Kerry in Irland. Wedge Tombs („Keilgräber“), früher auch „wedge-shaped gallery grave“ genannt, sind ganglose, mehrheitlich ungegliederte Megalithbauten der späten Jungsteinzeit und der frühen Bronzezeit.
Wie andere Wedge Tombs auf der Dingle-Halbinsel (Doonmanagh, Maumnahaltora) ist es von Wänden aus aufrechten Steinplatten umgeben und überdeckt von zwei flachen Steinplatten, eine davon ist sehr groß. Die Maße der keilförmigen Kammer werden sowohl in der Breite als auch in der Höhe zum östlichen Ende hin geringer. Die Kammer wird von großen flachen Steinen bedeckt, von denen der an der Frontseite verkippt ist. Ursprünglich war die west-ost-orientierte Megalithanlage von einem Cairn aus kleinen Steinen und Erde bedeckt.